# Elena Pietrini

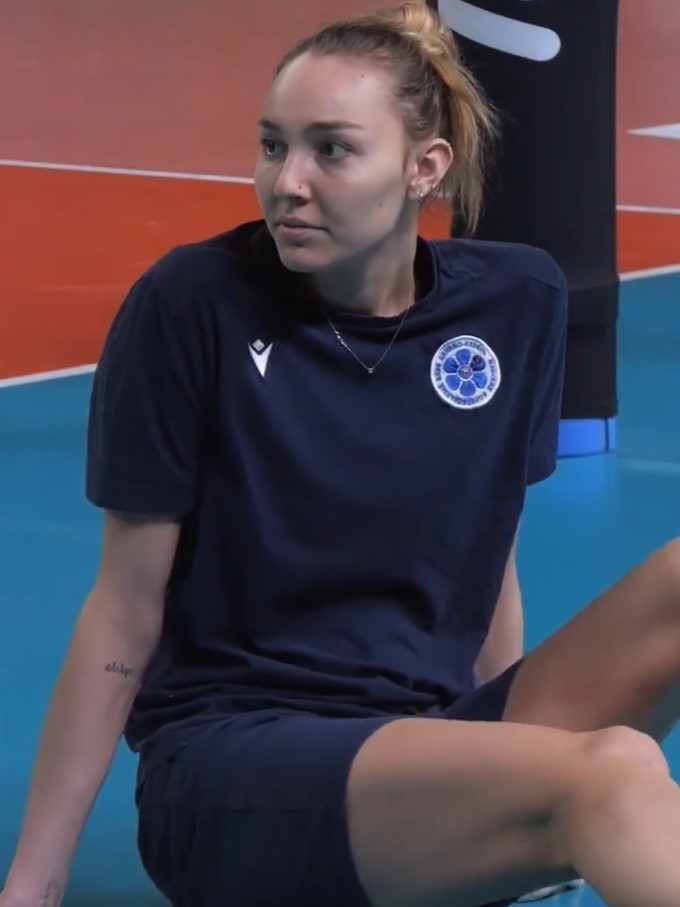
Elena Pietrini zawodniczką Dinama Kazań

Elena Pietrini (ur. 17 marca 2000 w Imoli) – włoska siatkarka, reprezentantka kraju, grająca na pozycji przyjmującej.

## Kariera klubowa
| Kariera juniorska | Kariera juniorska         | Kariera juniorska | Kariera juniorska | Kariera juniorska | Kariera juniorska | Kariera juniorska | Kariera juniorska | Kariera juniorska | Kariera juniorska | Kariera juniorska |
| ----------------- | ------------------------- | ----------------- | ----------------- | ----------------- | ----------------- | ----------------- | ----------------- | ----------------- | ----------------- | ----------------- |
| Lata              | Klub                      |                   |                   |                   |                   |                   |                   |                   |                   |                   |
| 2015–2017         | Volleyrò Casal de Pazzi   |                   |                   |                   |                   |                   |                   |                   |                   |                   |
| Kariera seniorska |                           |                   |                   |                   |                   |                   |                   |                   |                   |                   |
| Lata              | Klub                      |                   |                   |                   |                   |                   |                   |                   |                   |                   |
| 2017–2019         | Club Italia               |                   |                   |                   |                   |                   |                   |                   |                   |                   |
| 2019–2023         | Savino Del Bene Scandicci |                   |                   |                   |                   |                   |                   |                   |                   |                   |
| 2023–2024         | Dinamo Kazań              |                   |                   |                   |                   |                   |                   |                   |                   |                   |
| 2024–             | Numia Vero Volley Milano  |                   |                   |                   |                   |                   |                   |                   |                   |                   |

## Sukcesy klubowe
Puchar Challenge:
- 2022[2]

Puchar CEV:
- 2023[3]

Liga rosyjska:
- 2024

Klubowe Mistrzostwa Świata:
- 2024[4]

Liga włoska:
- 2025[5]

Liga Mistrzyń:
- 2025[6]

## Sukcesy reprezentacyjne
Mistrzostwa Europy Kadetek:
- 2017

Mistrzostwa Świata Kadetek:
- 2017[7][8]

Mistrzostwa Świata:
- 2018
- 2022[9]

Volley Masters Montreux:
- 2019

Mistrzostwa Europy:
- 2021

Liga Narodów:
- 2022[10]

## Nagrody indywidualne
- 2017: Najlepsza przyjmująca Mistrzostw Europy Kadetek
- 2017: MVP Mistrzostw Świata Kadetek
- 2021: Najlepsza przyjmująca Mistrzostw Europy